# World of Demons - 百鬼魔道
『World of Demons – 百鬼魔道』（ワールド オブ デーモンズ ひゃっきまどう）はプラチナゲームズにより開発・発売されたモバイル向けアクションゲーム。2021年4月2日よりApple Arcadeにて配信が開始。

## 開発経緯
プラチナゲームズとしては初のモバイルゲームであり、2作目の自社パブリッシングタイトルとなる。
2018年4月にプラチナゲームズとDeNAの共同開発として発表され、同年末に基本プレイ無料/アイテム課金制で配信される予定だった。 2018年6月にマレーシア、シンガポール、フィリピンでiOS向けに先行リリースされた。しかしビジネスモデルに課題があり、結果的に2018年9月にApp Storeから削除された。その後、Appleより新しいプラットフォームであるApple Arcadeの発表があり、同スタジオは参入を表明した。最終的に、グラフィックや妖怪モチーフなどのコンセプトはそのままに、再設計された同ゲームは2021年にApple Arcadeの独占タイトルとして配信された。

## あらすじ
むかしむかし、人は妖怪と共に暮らしていた。人は不思議な力を持つ妖怪たちを敬い、また妖怪たちは人を慈しんだ。
あるとき地獄から酒呑童子という鬼が現れた。その鬼は町を焼き、女をさらい、暴虐の限りを尽くした。あまりの悪行を憂えた帝は、源頼光とその四天王に酒呑童子討伐を命じた。
死闘の末、見事討ち取った酒呑童子の首は地下深くに封印された。酒呑童子の首塚は護り手と呼ばれる霊能者たちによって隠され、世は平穏を取り戻したかに見えた。…時は流れて百年、首塚の封印を受け継いできた護り手たちが次々と殺された。
彼らの死によって封印は解かれ、酒呑童子が人間界に甦った。妖怪たちは鬼の邪気に当てられ凶暴化し、またたく間に世界は地獄と化した。…それから十年、酒呑童子討伐を掲げて行脚する1人の侍が現れる。名は鬼丸。この男こそ護り手を殺めた張本人であった。

## 作品解説
プレーヤーは侍・鬼丸として、様々な妖怪を倒し従えながら、鬼神 酒呑童子討伐の旅に出る。
キャッチコピーは「鬼を従え、鬼を斬る。」
墨絵タッチの線図と浮世絵の色彩のハイブリッドである印象的なビジュアルが特徴。
このゲームの重要なモチーフは日本古来の妖怪で、100種類以上登場する。妖怪のデザインは江戸時代中期の浮世絵師、鳥山石燕の『画図百鬼夜行』にインスピレーションを受けている。シナリオは、源頼光による鬼の王「酒呑童子」（しゅてんどうじ）討伐の伝説といった日本古来の神話や民話をテーマにしている。
はじめ妖怪は酒呑童子によって邪気にあてられたことにより敵として登場するが、倒すと呪いが解けて仲間となり妖怪スキルとして使用できるようになる。妖怪は様々な属性や能力があり、状況に応じて使い分けることでパズルを解いたり、戦闘を有利に進めることができる。
妖怪のほとんどは恐ろしいビジュアルだが、会話シーンではユーモアのあるやりとりを楽しむことができる。出会った妖怪は百鬼魔道帖という図鑑にアーカイブされ、ビジュアルや解説を見ることができる。

## ゲームシステム
章立てになっており、1章４つのステージ（以下「討伐」という）で構成される。マップはリニア型で、戦闘やパズルを解きエリアを踏破することでシナリオが進行する。戦闘は３人称視点からなるハックアンドスラッシュのアクションが基本となる。タッチ操作だけでなくゲームパッドにも対応する。通常攻撃を基本に、回避、強攻撃、奥義、妖怪スキルなどを組み合わせて行う。

### アクション
攻撃
連続でタップすると攻撃が変化する。アイコンをホールドすることで強攻撃を繰り出す。
回避
攻撃に合わせてタイミングよくボタンを押すことでジャスト回避が発動し、カウンター攻撃を仕掛ける。
奥義
武器の強化によって取得される。奥義ゲージが溜まると使用できる特別攻撃。
妖怪スキル
2種類のスロットからなる。
御供スロット
ステージ開始時に、過去に仲間になった妖怪から2体を編成することができる。スキルを使用しても消滅せず、ゲージが溜まるごとに何度も使用できる。
妖魂スロット
倒した妖怪は妖魂となり、妖魂スロットに5体までストックできる。使用すると消滅する。
御供連携技
2体～3体の特定の組み合わせで、強力な連携技を発動する。以下はその一例である。
・河童×河童　複数の河童が大きな波とともに現れる。
・鎌鼬×鎌鼬　2体の鎌鼬が大きな竜巻を作り出す。
・手長足長×はじっかき　はじっかきをボールに見立てたボウリング攻撃。
・牛鬼×濡女　シナリオに登場する妖怪夫婦の連携技。
・青坊主×小豆洗い　小豆洗いが青坊主の頭を磨き輝かせて周囲にダメージを与える。

### その他用語
侍
ゲームが進むと戦闘スタイルの異なる4人の侍が使用できるようになる。キャラクターごとにレベルが存在し、攻撃力や防御力などが強化されていく。（能力覚醒・神通力の取得）侍は一度の討伐につき２人編成することができ、切り替えることができる。待機中のキャラクターのHPは徐々に回復する。
武器
侍によって使用できる武器の種類が異なる。マップ内に出現する宝箱などで手に入る。強化することが可能。
属性
武器と妖怪には炎、風、氷、雷、影の５つの属性が付与されており、組み合わせにより相性がある。
炎は風に、風は氷に、氷は炎に、雷と影はそれぞれに対して有利である。

編成
討伐開始時に侍、妖怪スキル、武器の編成を行う。討伐目標である妖怪と属性が表示されるので、編成時に戦略を立てることができる。
強化
討伐中に手に入る素材によって妖怪と武器の強化を行うことができる。強化を行うとレベルが上がり、奥義を習得したり新しい能力を得ることができる。

## キャラクター

### 侍
鬼丸
声 - 中谷一博
地獄で育った侍。生い立ちは謎につつまれている。武器は刀。戦闘スタイルは万能型。身軽な動きで接近戦を得意とする。
小夜
声 - 千本木彩花
強い霊力をまとった不知火稲荷の巫女。鬼にさらわれた母親を探すため旅に出る決意を固める。武器は長刀。長いリーチを生かした遠距離戦を得意とする。
道善
声 - 石井康嗣
鬼の血を飲まされたことにより、人間離れした怪力を得た僧侶。武器は巨大な槌。強靭な肉体で攻撃を跳ね返し、敵を粉砕する。
蓮
声 - 滝知史
美剣士。過去のできごとから、鬼丸を強く憎んでいる。大太刀による神速の居合抜きで、中距離から敵を切り伏せる。

### 鬼神
酒呑童子
声 - 土師孝也
鬼神七部衆の首領であり地獄最強の鬼神。かつて人間界で暴れまわり、源頼光とその四天王によって首塚に封印されたが、鬼丸によって百年の時を経てふたたび世に解き放たれた。その力はほかの鬼神を凌駕し、その邪気によってどんな妖怪も狂わせてしまう。
茨木童子
声 - 渡谷美帆
鬼神七部衆の副首領。地獄の妖怪達からも賞される美貌の持ち主だが、普段は鬼面を付けており、その素顔をうかがい知ることはできない。華奢な身体にもかかわらず身の丈ほどもある巨大な斬馬刀を軽々と振り回す。
熊童子
声 - 浜田賢二
鬼神七部衆の一人。人間を虫けら以下の存在と考えており、鬼より弱い人間や妖怪を弄り殺し、下等生物に命の価値など無いと言い放つ外道。しかし一度相手の実力を認めると態度は豹変し、計算高く冷静沈着な殺し屋の本性を垣間見ることができる。
虎熊童子
声 - かぬか光明
鬼神七部衆の一人。熊童子の弟であり七部衆の中で一番の怪力を持つ。兄と同じく残虐な仕打ちを好む外道だが、狡猾な兄とは違ってあまり頭は良くない。過去に戦いで負った醜い傷痕を隠す為、仏の面を被っている。